# アイガーグレッチャー

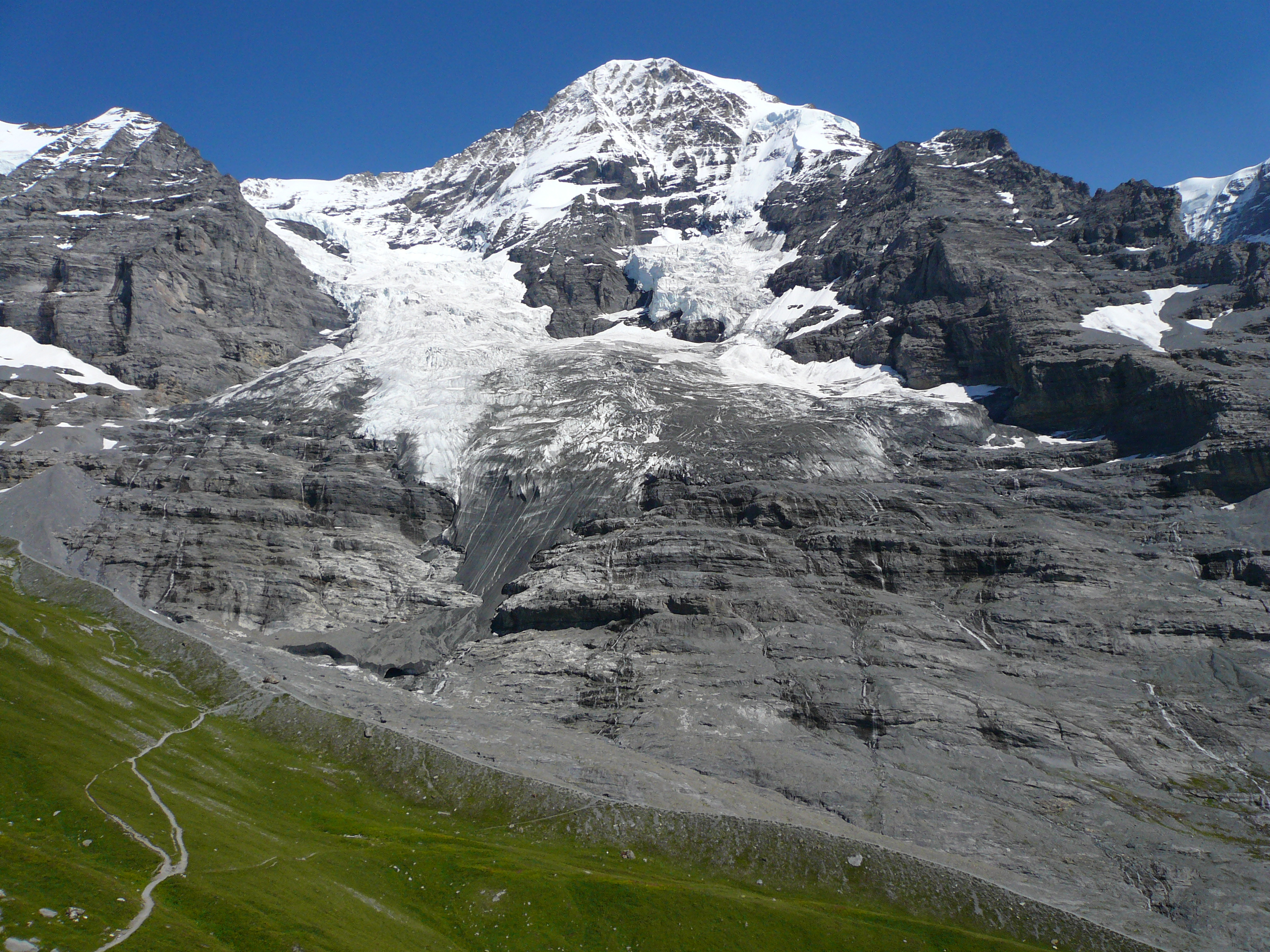
アイガーとメンヒの間のアイガーグレッチャー

アイガーグレッチャー（Eigergletscher）は、スイスベルン州ベルナー・オーバーラント地方の氷河である。ユングフラウ地方の名峰として知られるアイガー（3970m）から発し、アイガー西壁の麓、メンヒとの間を流れる。氷河の全長は2.6km。世界遺産に登録されている「スイスアルプス　ユングフラウ–アレッチ」のエリア内に位置している。

## 概要
アイガーグレッチャーは、クライネ・シャイデックとユングフラウヨッホを結ぶユングフラウ鉄道の駅、アイガーグレッチャーにあるレストランのテラスから氷河を見下ろすことができる。クライネ・シャイデックからあがってくる登山鉄道は、アイガーグレッチャー駅で停車の後、ユングフラウヨッホを目指すが、アイガーグレッチャーとユングフラウヨッホの間はトンネル区間となる。
アイガーグレッチャー駅は各方面へのハイキングの出発地点になっており、アイガー北壁の直下を歩きながらアルピグレンを目指す「アイガートレイル」や、クライネ・シャイデックを目指す「アイガーウォーク」が特に人気を博している。